# Marie-Anne Waldstein
Pour les articles homonymes, voir Waldstein.
Marie-Anne, comtesse de Waldstein, neuvième marquise de Santa Cruz de Mudela ou Maria-Anna von Waldstein-Wartenberg ou Mariana de Silva-Bazàn y Waldstein, née en mai 1763, morte en mai 1808, est une femme de la haute noblesse de Bohême dont Goya fit le portrait vers 1798.

## Biographie
Elle fait partie de la maison Waldstein-Wartenberg, qui puise sa source en Bohème, en Moravie, et dans le sud de l'Allemagne. Elle est la septième des onze enfants d'Emanuel Philibert, comte de Waldstein (1731-1775) et de Marie-Anne Thérèse, princesse de Liechtenstein (1788-1814), et la sœur de Ferdinand von Waldstein (1762-1823). Elle épouse en 1781, à Vienne (Autriche) José Joachín de Silva-Bazán y Sarmiento (1734-1802), marquis de Santa Cruz de Mudela, Grand d'Espagne et chevalier de la Toison d'or.
Née ainsi de haute lignée, son mariage avec un proche de la famille royale espagnole lui ouvre les portes de la cour de Madrid. Son mari amateur d'art lui fait rencontrer Goya, qui peint un Portrait de Mariana Waldstein. Elle se lie d'amitié (et plus dit on ?[réf. nécessaire]) avec l'ambassadeur de France Ferdinand Guillemardet. Ce dernier lors de son retour en France emporte avec lui un second portrait plus petit du tableau.

## Armoiries
- Maison de Waldstein-Wartenberg : Écartelé d'or et d'azur, au I et IV au lion rampant d'azur armé et lampassé de gueules, au II et III au lion rampant d'or, armé et lampassé de gueules.

## Représentation
Goya a fait d'elle un portrait en pied, en costume de maja, titré Portrait de Mariana Waldstein. Il s'agit d'une huile sur toile propriété du Musée du Louvre.

## Source
- Juliet Wilson-Bareau : Goya et Guillemardet, catalogue d'exposition De Goya à Delacroix, les relations artistiques de la famille Guillemardet, Musée Rolin Autun, 2014, p. 69, 72 et 76.